# Boudry (département)
Pour les articles homonymes, voir Boudry (homonymie).
Cet article concerne le département et la commune rurale. Pour le village chef-lieu, voir Boudry (Burkina Faso).
Boudry est un département et une commune rurale de la province du Ganzourgou, situé dans la région du Plateau-Central au Burkina Faso.

## Géographie

### Démographie
- En 2003, le département comptait 82 690 habitants estimés[2].
- En 2006, le département comptait 80 027 habitants recensés[3].
- En 2019, le département comptait 123 070 habitants recensés[1].

## Administration

### Chef-lieu et préfecture
Le village de Boudry est le chef-lieu du département, administrativement dirigé par un préfet nommé par le gouvernement pour représenter localement l’État burkinabé. Sous l’autorité du haut-commissaire de la province et du gouverneur de la région, il organise les services déconcentrés de l’État, il prend en charge la gestion des espaces ruraux non urbanisés qui ne sont pas encore de compétence communale, ainsi que la concertation avec les autres collectivités voisine de la province ou la région, notamment pour les infrastructures et la protection de l'environnement et de la sécurité publique.
| Période | Période  | Identité | Fonction précédente | Observation |
| ------- | -------- | -------- | ------------------- | ----------- |
|         | En cours |          |                     |             |

### Mairie
| Période                                  | Période | Identité | Étiquette | Qualité |
| ---------------------------------------- | ------- | -------- | --------- | ------- |
|                                          |         |          |           |         |
| Les données manquantes sont à compléter. |         |          |           |         |

### Villages
Le département est composé administrativement de soixante-neuf villages, dont le village chef-lieu homonyme (données de population consolidées issues du recensement de 2006 :
- Bagzan (859 habitants)
- Boéna (6 770 habitants)
- Boudry (2 054 habitants)
- Boudry-Peulh (112 habitants)
- Bourma (3 410 habitants)
- Dikomtinga (254 habitants)
- Douré (462 habitants)
- Foulgo (419 habitants)
- Gondré (2 188 habitants)
- Gouingo (1 672 habitants)
- Gounghin (908 habitants)
- Ibogo (403 habitants)
- Koankin (1 733 habitants)
- Kostenga (541 habitants)
- Lelkom (1 387 habitants)
- Liguidmalguéma (636 habitants)
- Limsèga (1 743 habitants)
- Manessé (674 habitants)
- Mankarga-V1 (1 090 habitants)
- Mankarga-Traditionnel (663 habitants)
- Mankarga-V3 (1 843 habitants)
- Mankarga-V4 (1 316 habitants)
- Mankarga-V5 (2 015 habitants)
- Mankarga-V6 (2 116 habitants)
- Mankarga-V7 (1 422 habitants)
- Mankarga-V8 (1 858 habitants)
- Mankarga-V9 (676 habitants)
- Mankarga-V10 (1 459 habitants)
- Mankarga-V11 (1 499 habitants)
- Nabasnonghin (819 habitants)
- Nabinkinsma (600 habitants)
- Nabiraogtenga (601 habitants)
- Nabmalguéma (632 habitants)
- Nadioutenga (419 habitants)
- Nanom (492 habitants)
- Nédogo (1 716 habitants)
- Nédogo-Peulh (154 habitants)
- Ouaongtenga (511 habitants)
- Ouayalgui-V1 (ou Wayalgui-V1) (1 826 habitants)
- Ouayalgui-V2 (ou Wayalgui-V2) (5 558 habitants)
- Ouayalgui-V3 (ou Wayalgui-V3) (2 454 habitants)
- Ouayalgui-V4 (ou Wayalgui-V4) (3 178 habitants)
- Ouayalgui-V5 (ou Wayalgui-V5) (984 habitants)
- Payamtenga (220 habitants)
- Pittyn (1 584 habitants)
- Poédogo (678 habitants)
- Pousghin (1 602 habitants)
- Sankuissi (1 961 habitants)
- Silmiougou (1 188 habitants)
- Songdin (626 habitants)
- Tallé (1 002 habitants)
- Tamissi (219 habitants)
- Tanama-V1 (495 habitants)
- Tanama-V2 (338 habitants)
- Tanama-V3 (413 habitants)
- Tanama-V4 (157 habitants)
- Tanama-V5 (64 habitants)
- Tanghin (501 habitants)
- Tanlouka (1 447 habitants)
- Tansèga (454 habitants)
- Tanwaka (908 habitants)
- Taonsgo (461 habitants)
- Tinsalgo (285 habitants)
- Toyogdo (414 habitants)
- Yaïka (ou Yaika) (638 habitants)
- Yinsinbingba (705 habitants)
- Zanrsin (551 habitants)
- Zoangpighin (990 habitants)

et des villages rattachés dont :
- Bolma (400 habitants estimé), rattaché à Gouingo?[citation nécessaire]